# Batalha de Tarento
A Batalha de Tarento foi uma batalha naval que ocorreu na noite de 11 a 12 de novembro de 1940, durante a Segunda Guerra Mundial. A Marinha Real Britânica lançou a primeira batalha naval totalmente combatida por aviões da história, voando um pequeno número de aviões de um único porta-aviões no Mediterrâneo e atacando a frota Italiana em Tarento.